# Епархия Пеши
Епархия Пеши (лат. Dioecesis Pisciensis, итал. Diocesi di Pescia) епархия Римско-католической церкви, в составе митрополии Пиза, входящей в церковную область Тоскана.
Клир епархии включает 71 священников (42 епархиальных и 29 монашествующих священников), 7 диаконов, 29 монахов, 98 монахинь.
Адрес епархии: Via Giuseppe Giusti 1, 51017 Pescia. Телефон: 0572 476 224. Факс: 0572 49 97 45.

## Территория
В юрисдикцию епархии входят 41 приход в коммунах Тосканы: в провинции Пистоя — Пеша (кроме приходов в селах Колоди, Медичина, Понтито, Сан-Квирико, Стьяппа, Венери, входящих в архиепархию Лукки), Уццано, Кьезина-Уццанезе, Буджано, Понте-Буджанезе, Масса-э-Коцциле, Монтекатини-Терме, Пьеве-а-Ньеволе, Монсуммано-Терме; в провинции Лукка — Альтопашо (кроме прихода в селе Бадья Поццевери, входящего в архиепархию Лукки), Монтекарло; в провинции Флоренция — Фучеккьо (только приход в селе Маззарелла).
Все приходы объединены в 6 деканатов.
Кафедра епископа находится в городе Пеша в церкви Мария Сантиссима Ассунта и Святого Иоанна Крестителя.
Патронами епархии Пеши являются Мадонна делла Фонтенова (9 июня) и Святой Аллучо (23 октября).

## История
Кафедра в Пеши древняя, предание связывает евангелизацию края с именем Святого Паолино, первого епископа Лукки. В V веке, Святой Фредиано, ещё один епископ Лукки, основал ряд церквей на всей территории епархии Лукки, среди которых были и церкви Пресвятой Девы Марии в Пеши, Святого Петра в Ньеволе (Пьеве-Ньеволе), Святого Фомы в Арриано (ныне Кастельвеккьо-Валерриана), Святого Петра в Кампо (Монтекарло).
Новая церковь Пресвятой Девы Марии в Пеши была освящена в 1062 году Папой Александром II — Ансельмо да Баджо, бывшим епископом Лукки. В средневековье, благодаря своему расположению в центре города и близкого расстояния до города Лукки, а также соседству с рынком, Меркато Лонго, эта церковь возглавила приходы Вальдиньеволе. Церковь стала местопребыванием капитула настоятелей приходов епархии Лукки.
В XIV веке Пеша и Вальдиньеволе, подчинявшиеся Лукки, перешли под власть Флоренции, однако по-прежнему остались под юрисдикцией епископов Лукки. Только 15 апреля 1519 года при Папе Льве X Пеша была возведена в ранг территориальной прелатуры и выведена из-под юрисдикции Лукки. Председатель капитула наделялся полномочиями епископа, чья епархия напрямую подчинялась Святому Престолу. Так появилась епархия Пеши. Место председателя капитула поочередно занимали представители двух знатных семей Пеши — Чекки и Турини.
19 февраля 1699 года Пеша получила статус города от Козимо III, великого герцога Тосканского, после чего 17 марта 1727 года Папа Бенедикт XIII поставил в Пеши первого епископа. Епархия осталась в прямом подчинении Святому Престолу.
В 1784 году была основана епархиальная семинария.
1 августа 1856 года буллой Ubi primum Папы Пия IX епархия Пеши вошла в состав митрополии Пизы.

## Ординарии епархии
- Паоло Антонио Пезенти (17.3.1727 — 1.8.1728) — избранный епископ;
- Бартоломео Пуччи (26.1.1729 — 26.2.1737);
- Гаэтано Инконтри (12.6.1738 — 29.5.1741) — назначен архиепископом Флоренции;
- Донато Мария Арканджели (11.3.1742 — 26.12.1772);
- Франческо Винченти (27.6.1773 — 1803);
- Джулио де Росси (29.10.1804 — 2.2.1833);
- Джован Баттиста Росси (26.3.1835 — 16.2.1849) — назначен епископом Пистои и Прато;
- Винченцо Менки (7.3.1840 — 26.11.1843) — назначен епископом Фьезоле;
- Пьетро Форти (27.4.1847 — 13.4.1854);
- Джованни Бенини (6.1.1856 — 27.4.1896);
- Джулио Маттеоли (22.6.1896 — 24.3.1898) —назначен епископом Ливорно;
- Донато Велутти Дзати ди Сан-Клементе (24.3.1899 — 15.4.1907) — назначен архиепископом Патрассо;
- Джулио Серафини (15.4.1907 — 16.12.1907) — назначен титулярным епископом Лампсака;
- Анджело Симонетти (16.12.1907 — 14.8.1950);
- Дино Луиджи Ромоли (27.2.1951 — 24.6.1977) — доминиканец;
- Джованни Бьянки (24.9.1977 — 18.12.1993);
- Джованни Де Виво[итал.] (с 6 марта 1994 года — 20.9.2015).

## Статистика
На конец 2004 года из 109 567 человек, проживающих на территории епархии, католиками являлись 105 93 человек, что соответствует 95,9 % от общего числа населения епархии.
| год  | население | население | население | священники | священники        | священники         | священники                           | постоянные диаконы | монахи  | монахи  | приходы |
| год  | католики  | всего     | %         | всего      | белое духовенство | черное духовенство | число католиков на одного священника | постоянные диаконы | мужчины | женщины | приходы |
| ---- | --------- | --------- | --------- | ---------- | ----------------- | ------------------ | ------------------------------------ | ------------------ | ------- | ------- | ------- |
| 1969 | 87.742    | 87.854    | 99,9      | 45         |                   | 45                 | 1.949                                |                    | 52      | 232     | 45      |
| 1980 | 102.500   | 103.400   | 99,1      | 79         | 45                | 34                 | 1.297                                | 1                  | 36      | 193     | 47      |
| 1990 | 101.099   | 101.982   | 99,1      | 58         | 45                | 13                 | 1.743                                | 2                  | 14      | 156     | 41      |
| 1999 | 103.375   | 106.458   | 97,1      | 75         | 43                | 32                 | 1.378                                | 1                  | 33      | 112     | 41      |
| 2000 | 103.800   | 106.874   | 97,1      | 70         | 43                | 27                 | 1.482                                | 3                  | 28      | 106     | 41      |
| 2001 | 104.850   | 108.052   | 97,0      | 75         | 48                | 27                 | 1.398                                | 4                  | 27      | 111     | 41      |
| 2002 | 106.167   | 108.437   | 97,9      | 70         | 44                | 26                 | 1.516                                | 5                  | 26      | 104     | 41      |
| 2003 | 104.925   | 109.426   | 95,9      | 69         | 42                | 27                 | 1.520                                | 7                  | 27      | 99      | 41      |
| 2004 | 105.093   | 109.567   | 95,9      | 71         | 42                | 29                 | 1.480                                | 7                  | 29      | 98      | 41      |